# Sport Luanda e Benfica
El Sport Luanda e Benfica es un club de fútbol de Angola de la ciudad de Luanda en la provincia de Luanda. Fue fundado en 1922 y juega en la Girabola. Recibe el nombre por el Sport Lisboa e Benfica de Portugal. El propio escudo del equipo es muy similar al utilizado por el equipo portugués. El equipo nunca ha ganado la Girabola (la Primera División de Angola) ni la Copa de Angola. Actualmente el equipo disputa la Girabola.
El club tiene el apodo de Águias de Luanda, que significa Águilas de Luanda (el águila es el símbolo del S. L. Benfica). El equipo fue fundado como Sport Luanda e Benfica, y posteriormente se renombró como Saneamentos Rangol. En 2000, volvió a su nombre anterior, Sport Luanda e Benfica.
En 1995, como Saneamentos Rangol, el equipo ascendió a la Primera División. En 2003, el Benfica de Luanda descendió a la segunda división. En 2004, el equipo fue subcampeón de segunda división, y ascendió a la Girabola. En 2005, el equipo acabó sexto en la Primera División.

## Uniforme
- Uniforme titular: Camiseta roja con la manga derecha blanca, pantalón rojo, medias rojas.
- Uniforme alternativo: Camiseta blanca con la manga derecha roja, pantalón blanco, medias blancas.

## Estadio
El equipo juega en el Estádio da Cidadela (en español: Estadio de la Ciudadela) en Luanda, que comparte con el Clube Desportivo Primeiro de Agosto entre otros, y que tiene capacidad para unas 50 000 personas.

## Palmarés

### Torneos nacionales
- Copa de Angola (1):

2014
- Supercopa de Angola (1):

2007

## Participación en competiciones de la CAF
| Temporada | Torneo                       | Ronda      | Club                | Casa | Visita | Global |
| --------- | ---------------------------- | ---------- | ------------------- | ---- | ------ | ------ |
| 2007      | Copa Confederación de la CAF | Preliminar | San Pedro Claver FC | 2-0  | 5-1    | 7-1    |
| 2007      | Copa Confederación de la CAF | 1          | DC Motema Pembe     | 4-1  | 0-0    | 4-1    |
| 2007      | Copa Confederación de la CAF | 2          | Les Astres FC       | 3-0  | 1-1    | 4-11   |
| 2015      | Copa Confederación de la CAF | Preliminar | Le Messager FC      | 2-0  | 1-0    | 3-0    |
| 2015      | Copa Confederación de la CAF | 1          | Étoile du Sahel     | 1-1  | 0-1    | 1-2    |

1- Sport Luanda e Benfica fue expulsado del torneo por alinear jugadores no inscritos para el torneo.

## Jugadores destacados
- Carlos Alves[8]

## Entrenadores
- Rúben Garcia (~2000)[9]
- Agostinho Tramagal (?-2009)[10]
- Jorge Plácido (interino-2009-?)[10]
- Jorge Humberto Chaves (?-2012)[11]
- Abílio Amaral (interino 2012-?)[11]